# Srednja vas pri Kamniku
Srednja vas pri Kamniku je naselje v Občini Kamnik.

## Zgodovina
Srednja vas se tako imenuje ker leži med Lokami in Podhruško oziroma 
Seli. Milko Kos je menil, da se vas v starih listinah prvič omenja leta 1353 z imenom »Micheldorf«, kar pa bi bolj ustrezalo Veliki vasi (starovisokonemško michel = velik, kot npr. Michelstetten = Vele selo = Velesovo). Bolj gotovi sta omembi iz let 1403 in 1405, ko je Osterman iz Kamnika prodal gornjegrajskemu samostanu kmetijo v Selu in eno v Srednji vasi (Mitterstorff). V urbarju tega samostana iz 1426 je za kmetijo zapisano, da leži »Wstredne wesse«.